# Felicity Provan

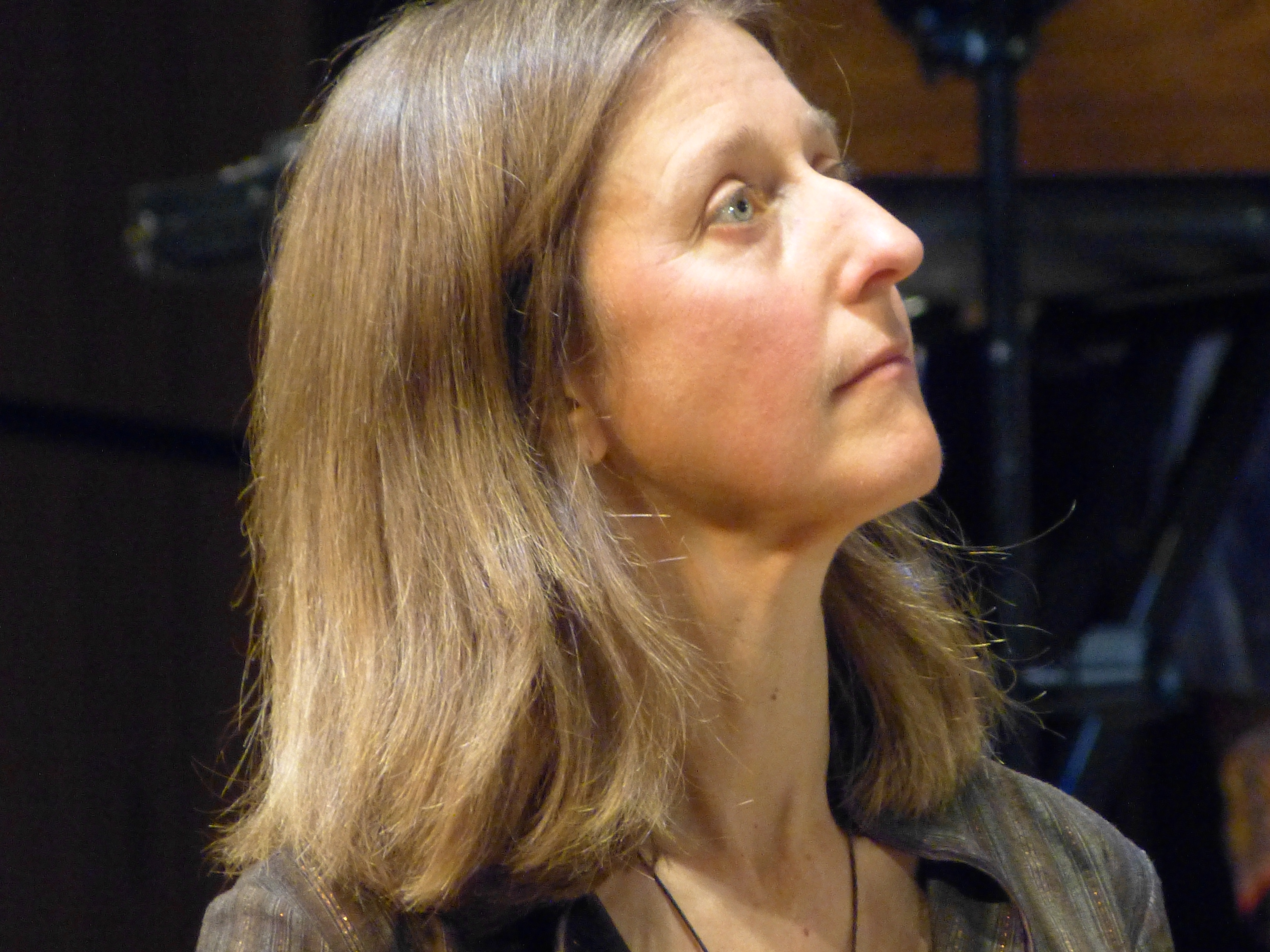
Felicity Provan (2017 beim Kölner Acht-Brücken-Konzert der David Kweksilber Big Band im Funkhaus des WDR)

Felicity Provan (* um 1963) ist eine australische Jazz- und Improvisationsmusikerin (Trompete, -Kornett und Gesang).

## Werdegang
Provan studierte bis 1986 klassische und Jazztrompete am Victorian College of the Arts in Melbourne; sie war aktives Mitglied in der Melbourne Improvisers Association. Sie arbeitete mit verschiedenen Jazz- und Improvisationsensembles, komponierte für Tanz- und Filmprojekte und war 1985 Composer in Residence bei der Tanzkompanie Feats Unlimited.
1990 übersiedelte sie nach Amsterdam, wo sie u. a. mit Curtis Clark, Corrie van Binsbergen, Ab Baars, Han Bennink, Sean Bergin, Michael Moore, Tobias Delius, Michael Vatcher und Jacques Palinckx arbeitete. Mit ihrer Duopartnerin Belinda Moody unternahm sie 1993 eine Tournee durch Australien, 1994 durch die Niederlande.
1995 wirkte sie als Sängerin am Projekt Worlds des belgischen Saxophonisten Erwin Vann mit. Ihre Komposition Dr Jasz wurde 1995 an der Stadsschouwburg in Amsterdam durch den Performancekünstler Teo Joling aufgeführt. Mit dessen Poe-Adaption Teer an Feer tourte sie 1998 durch die Niederlande. Im gleichen Jahr wirkte sie an Rajesh Mehtas Tanztheaterprojekt Monsoon mit.
Sie trat mit Rajesh Mehtas Gruppe Collective 3+ auf, arbeitet mit der Gruppe De Commotie und ist Mitglied von Joost Buis’ Famous Astronotes. Mit dem kanadischen Bassisten Joe Williamson und dem australischen Perkussionisten Steve Heather gründete sie 1998 ein Trio, das mit Aab Bars zum Quartett erweitert wurde. Mit Sean Bergins Mob trat sie auf dem North Sea Jazz Festival auf. Kris Wanders holte sie und Joost Buis in sein Urban Street Music Project. Mit einem Quartett, das von dem Schlagzeuger Chris Joris und dem australischen Pianisten Walter Lampe geleitet wird (mit dem niederländischen Bassisten Arnold Dooyeweerd) trat sie in Belgien auf. In den letzten Jahren arbeitete sie mit der Band von David Kweksilber, im Duo mit Lampe bzw. mit Phil Bancroft, sowie im Trio mit dem Pianisten Achim Kaufmann und Michael Vatcher.

## Diskographie
- Corrie van Binsbergen Corrie en de Brokken Live!, 1995
- Rajesh Mehta Collective: Window Shopping, 1998
- Bik Band Braam: 13, 2000
- Joost Buis: Astronotes, 2004
- Gravitones & Strings: Live at the Bimhuis, 2006
- Sean Bergin's New Mob: Chicken Feet: Live at the Bimhuis, 2007
- Lotz/Kneer: U-ex(perimental), 2012
- Mixing Memory and Desire: Strange Destination, 2023 (mit Jan Willem van der Ham, Raoul van der Weide, George Hadow)